# Tabanocella sinuata
Tabanocella sinuata är en tvåvingeart som beskrevs av H. Oldroyd 1957. Tabanocella sinuata ingår i släktet Tabanocella och familjen bromsar.
Artens utbredningsområde är Madagaskar. Inga underarter finns listade i Catalogue of Life.